# Радиоприбор (завод, Запорожье)
Запорожское государственное предприятие «Радиоприбор» (укр. Запорізьке державне підприємство "Радіоприлад") — предприятие военно-промышленного комплекса Украины, которое специализируется на производстве, ремонте и модернизации средств радиосвязи.
Расположено в Коммунарском районе Запорожья.
Входит в перечень предприятий, имеющих стратегическое значение для экономики и безопасности Украины. По предприятию в 2017 году возбуждено дело о банкротстве.

## История

### СССР
Радиозавод был создан на базе Запорожского комбайнового завода «Коммунар» в декабре 1951 года в соответствии с приказом министра промышленности средств связи СССР № 651 от 25 декабря 1951 года. С 1951 — Завод № 920, п/я 64. В августе 1955 перебазирован на место Запорожского метизного завода «Интернационал». С марта 1966 — Запорожский завод
«Радиоприбор», п/я А-1405, с 1975 — в ПО «Радиоприбор», ГП «Радиоприбор».
Первым видом продукции, выпуск которой освоил завод, являлся широковещательный двухдиапазонный радиоприемник АРЗ. Выпускались радиоприёмник АРЗ-52, бытовые усилители УКУ-110, Такт-101С (1976), музыкальный центр Такт-001С (1980).
В 1977 году на базе ОКБ завода «Радиоприбор» был создан Запорожский научно-исследовательский институт радиосвязи (ЗНИИРС).

### Украина
В начале 1990-х годов в связи с сокращением государственного заказа на предприятии попытались освоить производство новых видов продукции военного и гражданского назначения.
На предприятии было создано конструкторское бюро стрелкового оружия, в котором начались работы по созданию пистолетов «Хортица». Первый опытный образец пистолета был изготовлен в 1995 году, всего были разработаны три модели
- компактный пистолет «Хортица-76» под 5,6-мм патрон кольцевого воспламенения, автором которого являлся конструктор Г. В. Пахомчук (позднее, один такой пистолет был подарен президенту Украины Л. Д. Кучме)[8]
- пистолет «Хортица-125-01» под патрон 9×18 мм ПМ, автором которого являлся конструктор М. Л. Королев[8]
- 9-мм пистолет «Хортица-125-02»[11].

В общей сложности, до 2007 года было выпущено свыше 80 шт. пистолетов «Хортица», однако на вооружение они приняты не были и в продажу не поступали (12 апреля 2012 года в связи с отсутствием у предприятия разрешительных документов на хранение огнестрельного оружия всё выпущенное заводом оружие — 55 шт. 9-мм пистолетов «Хортица», 26 шт. 5,6-мм пистолетов «Хортица» и 52 магазина к ним — было изъято сотрудниками милиции).
В начале 2000-х годов завод изготавливал радиостанции и оборудование для командно-штабных машин по экспортным контрактам с Индией и Алжиром.
В сентябре 2007 года Кабинет министров Украины предложил исключить завод из перечня предприятий Украины, не подлежащих приватизации
По состоянию на начало 2008 года, заводом был освоен выпуск следующей продукции:
- радиостанции «Рейд-1», Р-130М, Р-134, Р-143, Р-163-10К, Р-163-50К, Р-163КП, Р-173М, «Беркут-М», «Беркут-МТ»[2]
- маскиратор речевой информации Р-168МВЕ[2]
- радиоприёмник Р-173ПМ[2]
- аппаратура внутренней связи и коммуникации АВСК[2]
- танковое переговорное устройство Р-174Т[2]
- устройство управления радиосетью[2]
- командно-штабная машина «Кушетка-Б» (на транспортной базе бронетранспортёра БТР-80)[2]
- комбинированная радиостанция Р-142Н на транспортной базе ГАЗ-66[2]
- подвижный узел связи «Барсук» на транспортной базе УАЗ-3159[2]

Весной 2009 года численность работников предприятия составляла 980 человек. 13 мая 2009 года работники завода на несколько часов перекрыли движение по центру города с требованием погасить 13-месячную задолженность по заработной плате.
После создания в декабре 2010 года государственного концерна «Укроборонпром», в 2011 году завод вошёл в состав концерна.
После того, как в сентябре 2011 года был заключён контракт на поставку 49 танков БМ «Оплот» для армии Таиланда, завод был привлечён к выполнению контракта (производству элементов систем управления)
В 2012 году предприятие находилось в неблагополучной ситуации: являлось одним из рекордсменов по размерам задолженности по заработной плате среди всех промышленных предприятий Украины, производственные площади использовались не полностью (в октябре 2012 года правительство Украины выделило заводу 7 млн гривен на погашение задолженности).
В 2013 году предприятие сократило размер задолженности на 8 млн гривен (до 5,97 млн гривен). Кроме того, в январе 2014 года ГК „Укроборонпром“ заключил с заводом договор на сумму 8,5 млн гривен

## Современное состояние
В марте 2014 года состояние завода было неудовлетворительным, но после начала боевых действий на востоке Украины предприятие было привлечено к выполнению военного заказа.
В апреле 2014 года ГК «Укроборонпром» заключил с заводом договор на сумму 13 млн гривен, однако к концу июня 2014 года на заводе было вновь зафиксировано падение объёмов производства.
В январе-сентябре 2014 года завод выпустил продукции меньше, чем в аналогичный период 2013 года

## Дополнительная информация
- предприятие оказывает шефскую помощь 55-й отдельной артиллерийской бригаде вооружённых сил Украины[28]